# DFS 228
Die DFS 228 „Narwal“ war ein experimentelles Höhen-Fernaufklärungsflugzeug mit Raketenantrieb, das die Deutsche Forschungsanstalt für Segelflug während des Zweiten Weltkriegs entwickelte. Das Flugzeug sollte auf eine Höhe von etwa 10.000 m oder mehr gebracht werden, dort sollte der Raketenantrieb gezündet werden und das Flugzeug auf etwa 20.000–23.000 m bringen. Man nahm an, dass das Flugzeug in großer Höhe geschützt vor feindlichen Angriffen etwa 1.000 km Entfernung im Gleitflug zurücklegen könnte, wenn das Raketentriebwerk immer wieder kurz gezündet würde, um die Höhe zu halten. Aus 12.000 m Höhe war ohne Raketeneinsatz oder Aufwinde (thermische oder in Leewelle) ein Gleitflug von etwa 300 km möglich.

## Geschichte
Die DFS 228 entwickelte Felix Kracht als freitragenden Mitteldecker. Der Entwurf ähnelte stark einem konventionellen Segelflugzeug. Das Flugzeug war – bis auf die Druckkabine aus Metall – fast vollständig aus Holz gefertigt, da die DFS wenig Erfahrung mit der Metallbauweise hatte und das Flugzeug möglichst leicht sein sollte. Ein erster Prototyp – noch ohne Raketentriebwerke – wurde im März 1944 fertiggestellt und zahlreichen Probeflügen unterzogen. Nachdem die Testflüge ergeben hatten, dass die Druckkabine nicht geeignet war, wurde eine neue entwickelt, in der der Pilot liegend das Flugzeug steuerte. Der gesamte Bug war sowohl im originalen Entwurf als auch in der überarbeiteten Version von der Flugzeugzelle absprengbar, um im Notfall als Rettungskapsel mit integriertem Fallschirm für den Piloten in großer Höhe zu dienen. Sobald der Außendruck für den Piloten auf ein erträgliches Maß gestiegen war, konnte er aus dem Bug aussteigen und an seinem eigenen Fallschirm zu Boden gleiten. Als Antrieb sollte der regelbare Raketenmotor Walter HWK 109-509 mit einem Schub von 1 bis 14,7 kN dienen. Es ist nicht belegt, dass es Testflüge mit eingebauten Raketentriebwerk gegeben hat. Im Mai 1945 wurde bei einem Luftangriff der zweite Prototyp zerstört, der erste Prototyp wurde von amerikanischen Truppen erbeutet und zur Erprobung 1946 nach Großbritannien gebracht.

## Technische Daten

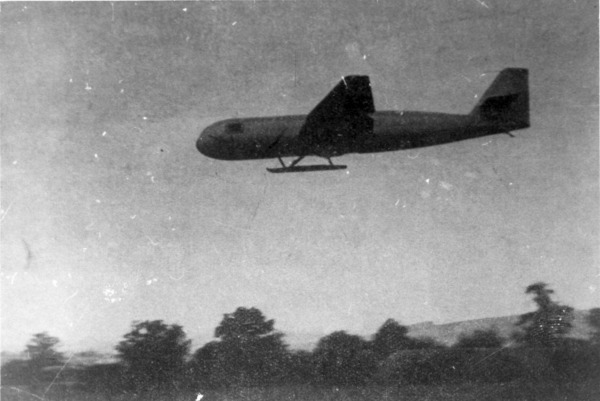
DFS 228 bei der Landung mit ausgefahrener Kufe

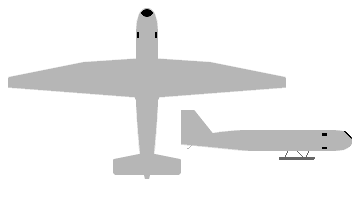
Zweiseitenansicht der DFS 228

| Kenngröße              | Daten                                          |
| ---------------------- | ---------------------------------------------- |
| Besatzung              | 1                                              |
| Länge                  | 10,59 m                                        |
| Spannweite             | 17,60 m                                        |
| Höhe                   | 2,92 m                                         |
| Flügelfläche           | 30 m²                                          |
| Flügelstreckung        | 10,3                                           |
| Gleitzahl              | 25                                             |
| Leermasse              | 1350 kg                                        |
| Startmasse             | 4210 kg                                        |
| Höchstgeschwindigkeit  | 900 km/h                                       |
| Mindestgeschwindigkeit | 80 km/h                                        |
| Gipfelhöhe             | 25.000 m                                       |
| Reichweite             | ca. 1000 km                                    |
| Triebwerk (geplant)    | ein Walter HWK 109-509 A-1 mit 1–14,7 kN Schub |
| Ausrüstung (geplant)   | 2 × Zeiss-Infrarotkameras                      |